# Sostea scottianus
Sostea scottianus is een keversoort uit de familie ruighaarkevers (Dryopidae). De wetenschappelijke naam van de soort werd in 1936 gepubliceerd door Howard Everest Hinton.